# Laxmannia gracilis
Laxmannia gracilis is een vaste plant uit het geslacht Laxmannia (Aspergefamilie). Ze komt voor in het oosten van Australië (van Queensland over New South Wales to Victoria). De lokale triviale naam van deze plant is slender wire lily.
Robert Brown beschreef het geslacht Laxmannia en de soorten L. gracilis en L. minor in zijn Prodromus Florae Novae Hollandiae et Insulae Van-Diemen, gepubliceerd in 1810.
Het is een kleine plant, die hoogstens 40 cm hoog wordt. Ze groeit vooral in bossen en in open rotsachtig gebied. Ze heeft lineaire bladeren die tot 7 cm lang zijn en in groepjes op onregelmatige afstanden langs de stengel zijn geplaatst. De kleine bloemen zijn wit tot roze. Er staan tot 17 bloempjes dicht op elkaar op het uiteinde van een slanke bloemsteel. Ze gaan 's nachts open.